# Daasdorf (Am Ettersberg)
Daasdorf ist ein Ortsteil der Landgemeinde Am Ettersberg im Landkreis Weimarer Land in Thüringen. Zur Unterscheidung vom ebenfalls im Landkreis Weimarer Land gelegenen Ort Daasdorf am Berge wird der Ortsname häufig auch Daasdorf bei Buttelstedt bzw. Daasdorf b Buttelstedt geschrieben.

## Geografie

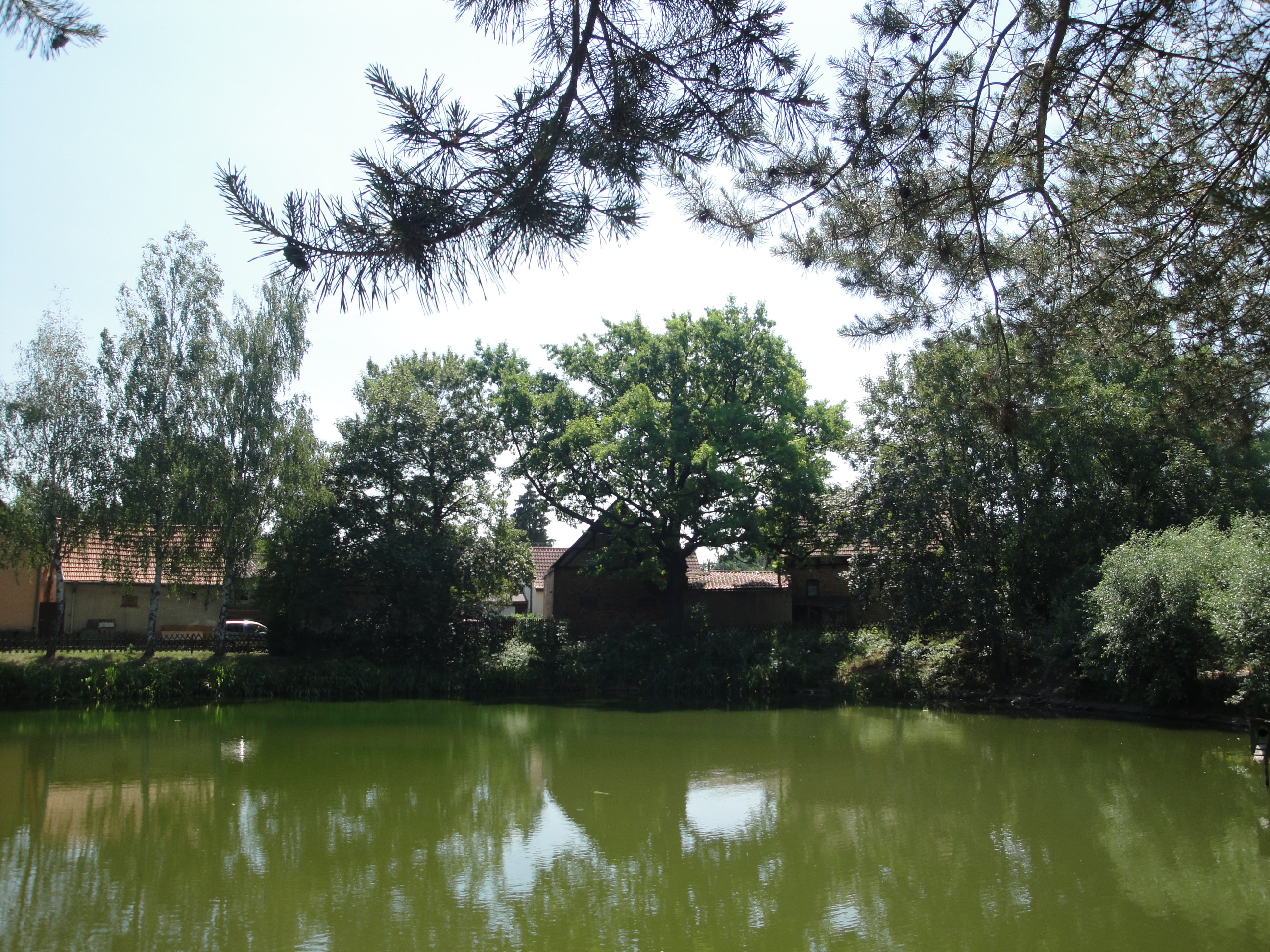
Dorfteich

Daasdorf liegt etwa zehn Kilometer nördlich von Weimar im Südosten des Thüringer Beckens auf einer Höhe von etwa 200 Metern. Etwa sieben Kilometer südwestlich erhebt sich der 478 Meter hohe Ettersberg. Am Westrand des Ortes fließt der Bach Rassel, der über Scherkonde und Lossa mit der Unstrut verbunden ist.
Die Umgebung von Daasdorf ist nahezu waldfrei und wird überwiegend landwirtschaftlich genutzt.

## Geschichte

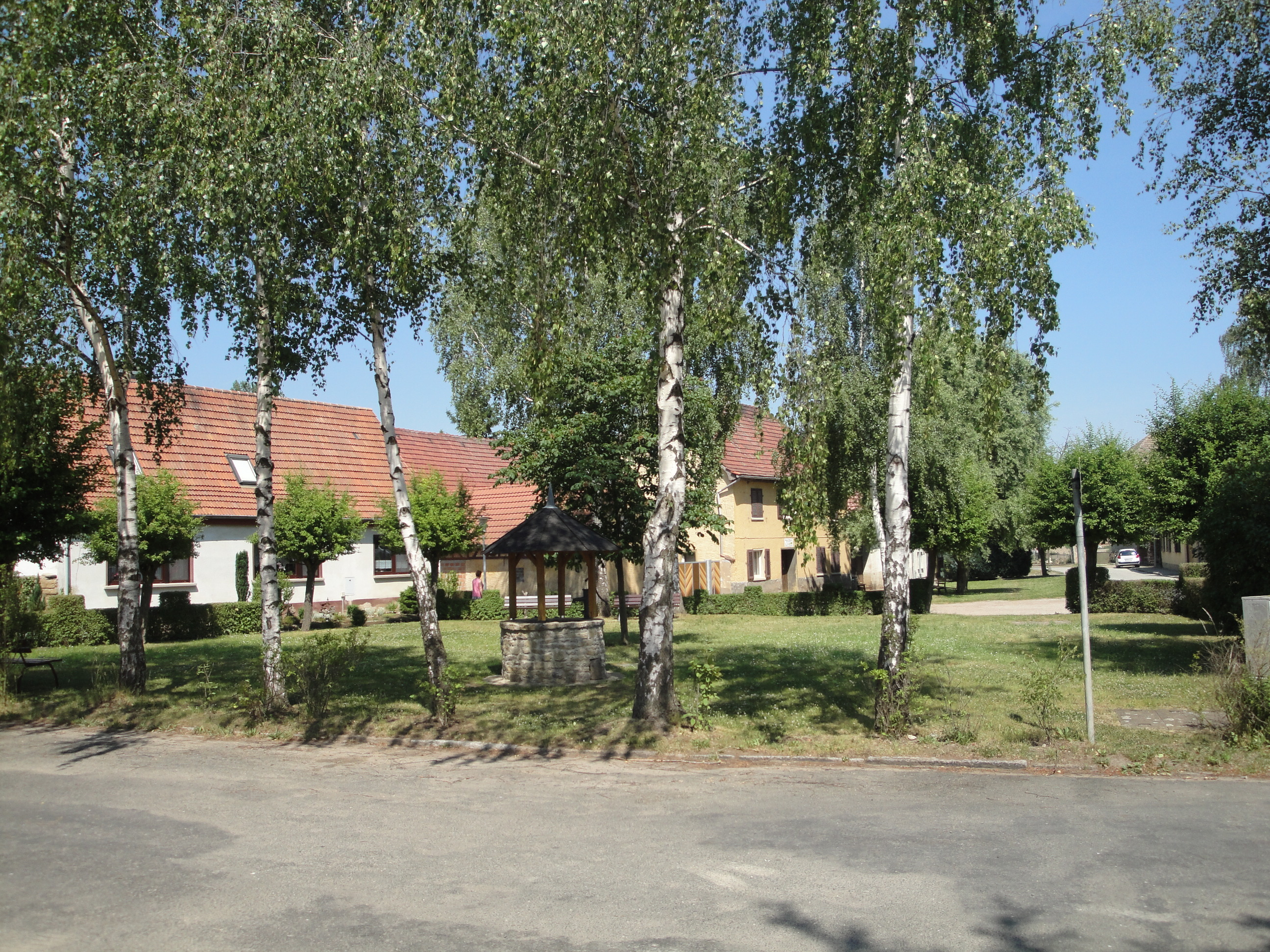
Dorfplatz

Der Ort wurde erstmals im Breviarium Sancti Lulli aus dem Jahr 786 als Tasiesdorf erwähnt. Es wird davon ausgegangen, dass der Ortsname auf einen fränkischen Siedler oder Lehensmann zurückzuführen ist. Der Ort bestand 1330 im Wesentlichen aus zwei Siedlerhöfen, die später ein Rittergut bildeten, das wiederum zum Kammergut wurde. Die Flur umfasste 29 Hufen. Im 16. Jahrhundert hielt die Reformation Einzug, davor gehörte der Ort zum katholischen Erzbistum Mainz. Ab der Erfurter Teilung 1572 war Daasdorf Teil der ernestinischen Herzogtümer Sachsen-Weimar bzw. Sachsen-Weimar-Eisenach. 1871 lebten in den 53 Häusern des Dorfes 235 Einwohner. 1913 erhielt Daasdorf Anschluss an das Stromnetz. In den 1930er Jahren hatte der Ort nahezu 300 Einwohner. 1994 wurde das Dorf in die Stadt Buttelstedt eingemeindet. Diese bildete mit zehn anderen Gemeinden zum 1. Januar 2019 die Landgemeinde Am Ettersberg.

## Kultur und Sehenswürdigkeiten

### Kirche

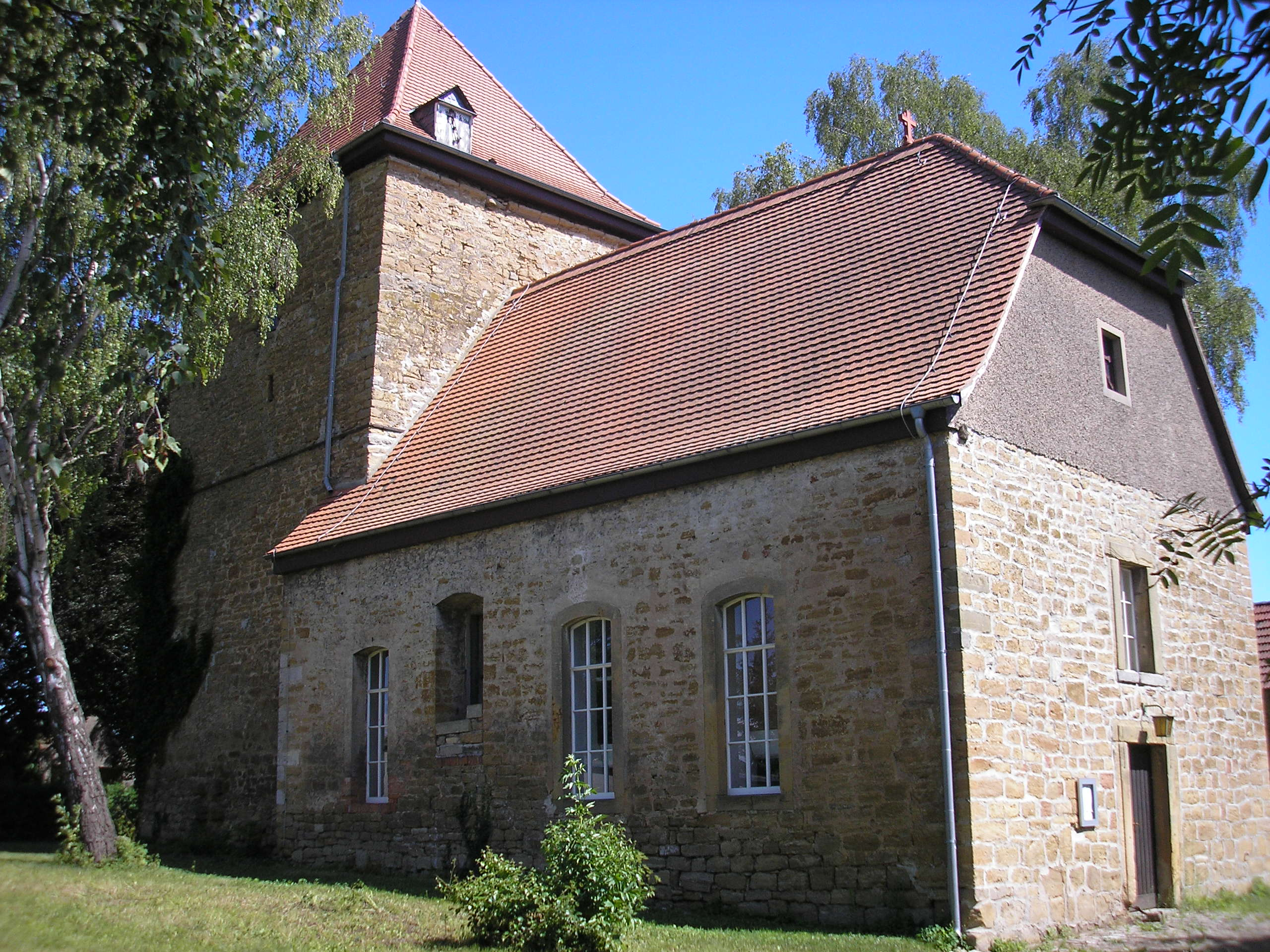
Kirche

Basierend auf dem im Original erhaltenen unteren Teil des Kirchturms geht man von einem Bau der Kirche in spätromanischer Zeit aus. Der mächtige und nach Osten ausgerichtete Turm ist typisch für eine Wehrkirche gegen die im frühen Mittelalter von Osten drängenden Slawen. Ende des 17. Jahrhunderts, Anfang des 18. Jahrhunderts wurde das Kirchenschiff umfassend umgebaut. Die heutige Glocke wurde am 3. September 1857 geweiht, gegossen wurde sie von den Gebrüdern Ulrich aus Apolda.

### Burgstelle
Nordöstlich von Daasdorf befand sich im Bereich der Niederung der Rassel eine hochmittelalterliche Burgstelle. In diesem Bereich wurde auch Keramik aus dem 10./11. Jahrhundert gefunden. Heute ist an dieser Stelle nur noch ein ovaler Hügel mit einem Durchmesser von 25 bis 40 Metern zu sehen, der als Bodendenkmal klassifiziert ist.
Siehe auch: Liste der Kulturdenkmale in Am Ettersberg

### Vereinsleben
Das kulturelle Leben des Ortes wird durch den Heimatverein Daasdorf bestimmt. Im Jahr 1999 wurde der Tennisclub Daasdorf gegründet. Zum Dorfleben gehörte von 2010 bis 2015 auch die Blaskapelle Daasdorf.

## Verkehr
Die Bundesstraße 85 führt durch Westrand des Dorfes. Hier gibt es auch Linienbusverkehr zwischen Weimar und Kölleda.
Vom 26. Juni 1887 bis zum 11. April 1946  hatte Daasdorf einen Haltepunkt an der Bahnstrecke Weimar–Buttelstedt–Großrudestedt. Nachdem es bereits vor dem Zweiten Weltkrieg mehrere Stilllegungsanträge gegeben hatte, wurden die Gleise ab 1946 als Reparationsleistung an die Sowjetunion abgebaut. Heute wird der Bahndamm für den Laura-Radweg genutzt.